# Лоренцо Босісіо
Лоренцо Босісіо (італ. Lorenzo Bosisio, 24 вересня 1944) — італійський велогонщик.
Бронзовий призер Олімпійських Ігор 1968 року в командній гонці переслідування.
Чемпіон світу з трекових велоперегонів 1968 року в командній гонці переслідування, срібний призер 1970 року в індивідуальній гонці переслідування, бронзовий призер 1968 року в індивідуальній гонці переслідування.
Бронзовий призер Чемпіонату світу з велоперегонів на шосе 1967 року в роздільній командній гонці.